# Graphania furtiva
Graphania furtiva är en fjärilsart som beskrevs av Alfred Philpott 1924. Graphania furtiva ingår i släktet Graphania och familjen nattflyn. Inga underarter finns listade i Catalogue of Life.